# Alice Wonder
Alice Wonder, pseudonimo di Alicia Climent Barriuso (Madrid, 11 ottobre 1998), è una cantante spagnola.

## Biografia
Alice Wonder si è inizialmente fatta conoscere pubblicando video sul suo account Instagram. Dopo aver firmato con la Infarto Producciones, facente parte della famiglia della BMG Spain, nel 2018 ha pubblicato il suo album di debutto Firekid, che ha raggiunto la 39ª posizione della classifica spagnola. Nel 2019 ha pubblicato il brano La apuesta, colonna sonora della serie televisiva ¿Qué te juegas?. Il suo secondo disco, Que se joda todo lo demás, è uscito nel 2022.
Nell'ottobre 2022 è stata annunciata la sua partecipazione al Benidorm Fest 2023, festival che ha decretato il rappresentante spagnolo all'annuale Eurovision Song Contest, dove ha presentato l'inedito Yo quisiera. Nella finale dell'evento si è classificata al 5º posto su 8 partecipanti.

## Discografia

### Album in studio
- 2018 – Firekid
- 2022 – Que se joda todo lo demás

### EP
- 2017 – Take Off

### Singoli
- 2018 – Strategy
- 2018 – Clean Up the Mess
- 2018 – Too Mad
- 2018 – Playgame
- 2019 – La apuesta (con Guille Galván)
- 2019 – Long Journey (con DAPS e PMP)
- 2020 – Por si apareces
- 2020 – Corazón mármol
- 2020 – White Noise (con le Poems for Jamiro)
- 2020 – No te vayas
- 2021 – Que se joda todo lo demás
- 2021 – O
- 2021 – Sueño raro
- 2022 – Boo (con DAPS e PMP)
- 2022 – La locura
- 2022 – Yo quisiera

#### Come artista ospite
- 2020 – El mejor de tus errores (Rayden feat. Alice Wonder)